# Charles Grey (generale)
Sir Charles Grey (Northumberland, 15 marzo 1804 – 31 marzo 1870) è stato un ufficiale e politico inglese.

## Biografia
Era il secondo figlio maschio di Charles Grey, II conte Grey, e di sua moglie, Mary Elizabeth Ponsonby.

## Carriera
Entrò a far parte dell'esercito britannico come sottotenente nel 1820 e comandò il 73º Reggimento (1833-1842). Rappresentò Wycombe alla Camera dei Comuni britannica (1832-1837), sconfiggendo Disraeli.
Nel 1838 venne nominato membro del Consiglio Direttivo e del Consiglio Speciale del Basso Canada, carica che mantenne fino al 2 novembre.
Servì come segretario del Principe Alberto (1849-1861) e come segretario della regina (1861-1870).

## Matrimonio
Sposò, il 26 luglio 1836, Caroline Eliza Farquhar, figlia di Sir Thomas Harvie Farquhar, II Baronetto, e di sua moglie, Sybella Martha Rockcliffe. Ebbero sei figli:
- Mary Caroline Grey (1858-14 luglio 1940), sposò Gilbert Elliot-Murray-Kynynmound, IV conte di Minto, ebbero cinque figli;
- Victoria Alexandrina Elizabeth Grey (?-15 gennaio 1922), sposò Lewis Rayan Dawnay, ebbero quattro figli;
- Sybil Mary Grey (28 novembre 1848-7 settembre 1871), sposò William Beauclerk, X duca di St. Albans, ebbero tre figli;
- Charles Grey (6 aprile 1850-23 giugno 1855);
- Albert Grey, IV conte Grey (28 novembre 1851-29 agosto 1917);
- Louisa Jane Grey (15 febbraio 1855-2 aprile 1949), sposò William McDonnell, VI conte Antrim, ebbero tre figli.

## Morte
Morì il 31 marzo 1870, a 66 anni.

## Ascendenza
|                                     |               |                                             | Genitori                                  |  |  | Nonni |  |  | Bisnonni                |  |  | Trisnonni |  |
|                                     |               |                                             |                                           |  |  |       |  |  | Henry Grey, I baronetto |  |  | John Grey |  |
|                                     |               |                                             |                                           |  |  |       |  |  | Henry Grey, I baronetto |  |  | John Grey |  |
|                                     |               | Margaret Pearson                            |                                           |  |  |       |  |  | Henry Grey, I baronetto |  |  |           |  |
| Charles Grey, I conte Grey          |               |                                             |                                           |  |  |       |  |  | Henry Grey, I baronetto |  |  |           |  |
|                                     |               | Hannah Wood                                 | Thomas Wood                               |  |  |       |  |  |                         |  |  |           |  |
|                                     |               | Hannah Wood                                 | Thomas Wood                               |  |  |       |  |  |                         |  |  |           |  |
|                                     |               | Hannah Wood                                 | Jane Cooke                                |  |  |       |  |  |                         |  |  |           |  |
| Charles Grey, II conte Grey         |               | Hannah Wood                                 |                                           |  |  |       |  |  |                         |  |  |           |  |
|                                     |               | George Grey                                 | George Grey                               |  |  |       |  |  |                         |  |  |           |  |
|                                     |               | George Grey                                 | George Grey                               |  |  |       |  |  |                         |  |  |           |  |
|                                     |               | George Grey                                 | Alice Clavering                           |  |  |       |  |  |                         |  |  |           |  |
| Elizabeth Grey                      |               | George Grey                                 |                                           |  |  |       |  |  |                         |  |  |           |  |
|                                     |               | Elizabeth Ogle                              | Nathaniel Ogle                            |  |  |       |  |  |                         |  |  |           |  |
|                                     |               | Elizabeth Ogle                              | Nathaniel Ogle                            |  |  |       |  |  |                         |  |  |           |  |
|                                     |               | Elizabeth Ogle                              | Elizabeth Newton                          |  |  |       |  |  |                         |  |  |           |  |
| Charles Grey                        |               | Elizabeth Ogle                              |                                           |  |  |       |  |  |                         |  |  |           |  |
|                                     | John Ponsonby | Brabazon Ponsonby, I conte di Bessborough   |                                           |  |  |       |  |  |                         |  |  |           |  |
|                                     | John Ponsonby | Brabazon Ponsonby, I conte di Bessborough   |                                           |  |  |       |  |  |                         |  |  |           |  |
|                                     | John Ponsonby | Sarah Margetson                             |                                           |  |  |       |  |  |                         |  |  |           |  |
| William Ponsonby, I barone Ponsonby | John Ponsonby |                                             |                                           |  |  |       |  |  |                         |  |  |           |  |
|                                     |               | Elizabeth Cavendish                         | William Cavendish, III duca di Devonshire |  |  |       |  |  |                         |  |  |           |  |
|                                     |               | Elizabeth Cavendish                         | William Cavendish, III duca di Devonshire |  |  |       |  |  |                         |  |  |           |  |
|                                     |               | Elizabeth Cavendish                         | Catherine Hoskins                         |  |  |       |  |  |                         |  |  |           |  |
| Mary Elizabeth Ponsonby             |               | Elizabeth Cavendish                         |                                           |  |  |       |  |  |                         |  |  |           |  |
|                                     |               | Richard Molesworth, III visconte Molesworth | Robert Molesworth, I visconte Molesworth  |  |  |       |  |  |                         |  |  |           |  |
|                                     |               | Richard Molesworth, III visconte Molesworth | Robert Molesworth, I visconte Molesworth  |  |  |       |  |  |                         |  |  |           |  |
|                                     |               | Richard Molesworth, III visconte Molesworth | Laetitia Coote                            |  |  |       |  |  |                         |  |  |           |  |
| Louisa Molesworth                   |               | Richard Molesworth, III visconte Molesworth |                                           |  |  |       |  |  |                         |  |  |           |  |
|                                     |               | Mary Jenney Ussher                          | William Ussher                            |  |  |       |  |  |                         |  |  |           |  |
|                                     |               | Mary Jenney Ussher                          | William Ussher                            |  |  |       |  |  |                         |  |  |           |  |
|                                     |               | Mary Jenney Ussher                          | Mary Jenney                               |  |  |       |  |  |                         |  |  |           |  |
|                                     |               | Mary Jenney Ussher                          |                                           |  |  |       |  |  |                         |  |  |           |  |